# 妈啊！
《妈啊！》（Don't Tell My Mother）是迭戈·布努埃尔主持的一档电视节目，在国家地理频道和國家地理歷險頻道播出。节目中，迭戈游历世界部分地区，了解每个地区在生活和发展中的问题等。目前已出三季 。

## 第1季
- 哥伦比亚
- 阿富汗
- 刚果
- 巴基斯坦
- 朝鲜
- 圣地（以色列/巴勒斯坦）
- 委内瑞拉
- 伊拉克
- 伊朗
- 巴尔干

## 第2季
- 约翰内斯堡
- 东京
- 拉各斯
- 新德里
- 墨西哥城
- 圣保罗
- 贝鲁特
- 开罗
- 达卡
- 马尼拉

## 第3季
- 印度尼西亚
- 索马里
- 哈萨克斯坦
- 美国西部荒漠
- 俄罗斯